# Grote Prijs Rik Van Looy
De Grote Prijs Rik Van Looy is een eendaagse wegwielerwedstrijd, vernoemd naar de Belgische wielrenner Rik Van Looy.
De wedstrijd werd voor het eerst georganiseerd op 7 juli 2018 en maakt sinds 2022 deel uit van de Internationale wielerkalender (UCI-categorie 1.2). De start ligt in Grobbendonk, het geboortedorp van Rik Van Looy.   De aankomst van de wedstrijd ligt in Herentals.
Beide plaatsen werden gekozen omdat ze een grote rol speelden in het leven van Van Looy. Sinds 2023 ligt de start in Westerlo.
Rik Van Looy gaf zelf altijd het startschot voor de wedstrijd tot 2024. Hij overleed ongeveer drie maanden na deze editie.

## Lijst van winnaars

### Overwinningen per land
| Overwinningen | Land                  |
| ------------- | --------------------- |
| 4             | België                |
| 1             | Denemarken, Nederland |